# Speocera fagei
Speocera fagei är en spindelart som först beskrevs av Lucien Berland 1914.  Speocera fagei ingår i släktet Speocera och familjen Ochyroceratidae.
Artens utbredningsområde är Kenya. Inga underarter finns listade i Catalogue of Life.